# Аментет

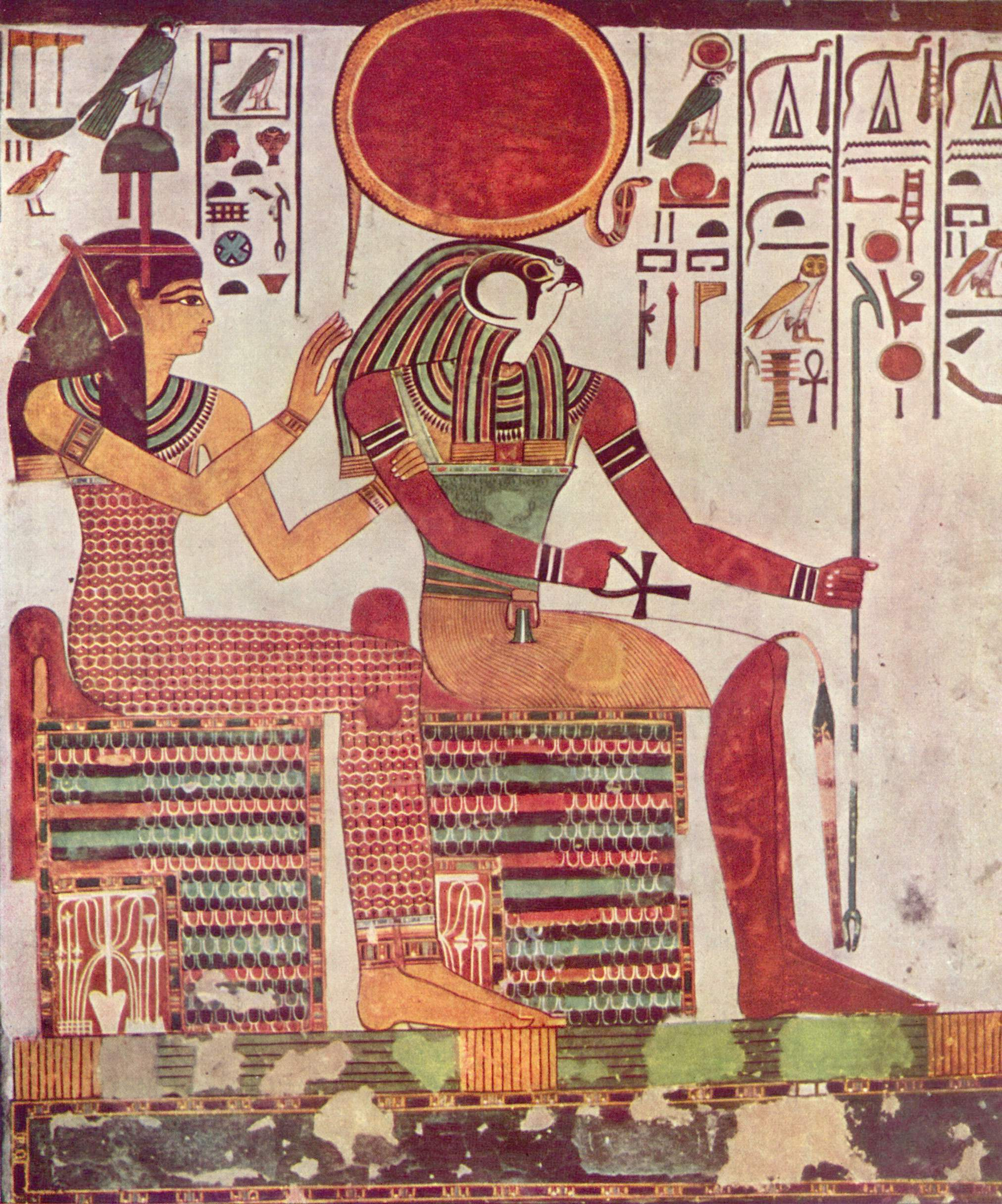
Зображення Аментет і Ра в гробниці Нефертарі.

Іментет (Амент, Аментет або Іментіт) — в єгипетській міфології богиня Заходу (тобто царства мертвих) і родючості, покровителька померлих.
Її зображували в образі жінки зі своїм ієрогліфом «захід» («аментет») на голові.
Саме вона зустрічала померлих в країні мертвих — Дуате.
В період Нового царства образ Аментет зливався з образом богині Хатхор, яку також називали «володаркою прекрасного заходу».